# Taça de Portugal 1943-1944
La Taça de Portugal 1943-1944 fu la sesta edizione della Coppa di Portogallo. Il Benfica si aggiudicò la sua seconda coppa nazionale consecutiva (terza in assoluto) battendo 8-0 in finale l'Estoril Praia. In tale incontro l'attaccante del Benfica Rogério Pipi segnò cinque reti.

## Partecipanti
- Algarve:  Olhanense
- Beja:  Luso Beja
- Braga:  Famalicão,  Vitória Guimarães
- Coimbra:  Académica,  União de Coimbra
- Lisbona:  Atlético CP,  Belenenses,  Benfica,  Sporting Lisbona,  Estoril Praia,  Unidos
- Porto:  Porto,  Salgueiros
- Setúbal:  Vitória Setúbal
- Vila Real:  Vila Real

## Primo Turno
|                   | Risultato |                  | Andata | Ritorno |  |
| ----------------- | --------- | ---------------- | ------ | ------- |  |
| Vitória Setúbal   | 3 - 1     | Famalicão        | 2 - 0  | 1 - 1   |  |
| Vitória Guimarães | 6 - 4     | Vila Real        | 4 - 1  | 2 - 3   |  |
| União de Coimbra  | 4 - 3     | Olhanense        | 4 - 0  | 0 - 3   |  |
| Porto             | 5 - 3     | Sporting Lisbona | 2 - 0  | 3 - 3   |  |
| Estoril Praia     | 6 - 3     | Unidos           | 3 - 2  | 3 - 1   |  |
| Benfica           | 8 - 2     | Luso Beja        | 4 - 1  | 4 - 1   |  |
| Belenenses        | 4 - 0     | Atlético CP      | 2 - 0  | 2 - 0   |  |
| Académica         | 13 - 3    | Salgueiros       | 6 - 2  | 7 - 1   |  |

## Quarti di finale
|                   | Risultato |                  | Andata | Ritorno | Spareggio |  |
| ----------------- | --------- | ---------------- | ------ | ------- | --------- |  |
| Vitória Guimarães | 8 - 2     | União de Coimbra | 1 - 1  | 7 - 1   |           |  |
| Estoril Praia     | 5 - 3     | Porto            | 3 - 2  | 2 - 1   |           |  |
| Benfica           | 10 - 3    | Belenenses       | 2 - 1  | 8 - 2   |           |  |
| Académica         | 4 - 4     | Vitória Setúbal  | 3 - 1  | 1 - 3   | 3 - 0     |  |

## Semifinali
|               | Risultato |                   | Andata | Ritorno |  |
| ------------- | --------- | ----------------- | ------ | ------- |  |
| Estoril Praia | 9 - 1     | Vitória Guimarães | 5 - 0  | 4 - 1   |  |
| Benfica       | 7 - 2     | Académica         | 6 - 1  | 1 - 1   |  |

## Finale
| Arbitro: | Carlos Canuto (Lisbona) |

|                                                           |           |  |
| Pipi 13’, 56’, 69’, 75’, 86’ Julinho 15’, 29’ Arsénio 35’ | Marcatori |  |

| Benfica | Estoril |

### Formazioni
| Benfica     |   |                          |
|             |   |                          |
| POR         | 1 | António Martins          |
| CEN         |   | Francisco Ferreira ()    |
| CEN         |   | César Ferreira           |
| CEN         |   | Francisco Albino         |
| CEN         |   | Rogério Pipi             |
| CEN         |   | João Silva               |
| ATT         |   | António Carvalho         |
| ATT         |   | Joaquim Teixeira         |
| ATT         |   | Julinho                  |
| ATT         |   | Guilherme Espírito Santo |
| ATT         |   | Arsénio Duarte           |
| Sostituiti: |   |                          |
| Allenatore: |   |                          |
| János Biri  |   |                          |

| Estoril Praia |   |                |
|               |   |                |
| POR           | 1 | Valongo        |
| DIF           |   | Alberto Jesus  |
| DIF           |   | Pereira        |
| DIF           |   | Julio Costa    |
| CEN           |   | António Eloi   |
| CEN           |   | António Nunes  |
| CEN           |   | Canal          |
| CEN           |   | Gomes Bravo () |
| ATT           |   | Franjo Petrak  |
| ATT           |   | Raul Sbarra    |
| ATT           |   | Raúl Silva     |
| Sostituiti:   |   |                |
| Allenatore:   |   |                |
| Augusto Silva |   |                |